# 덥 음악
덥(dub)은 자메이카 음악의 한 종류로, 1970년대의 레게에 그 기원을 두고 있다.
덥 음악의 사운드는 대개 보컬 부분을 제외하고 확장된 에코사운드나 잔향 효과를 추가함으로써 완성된다.